# Światowa Organizacja Własności Intelektualnej

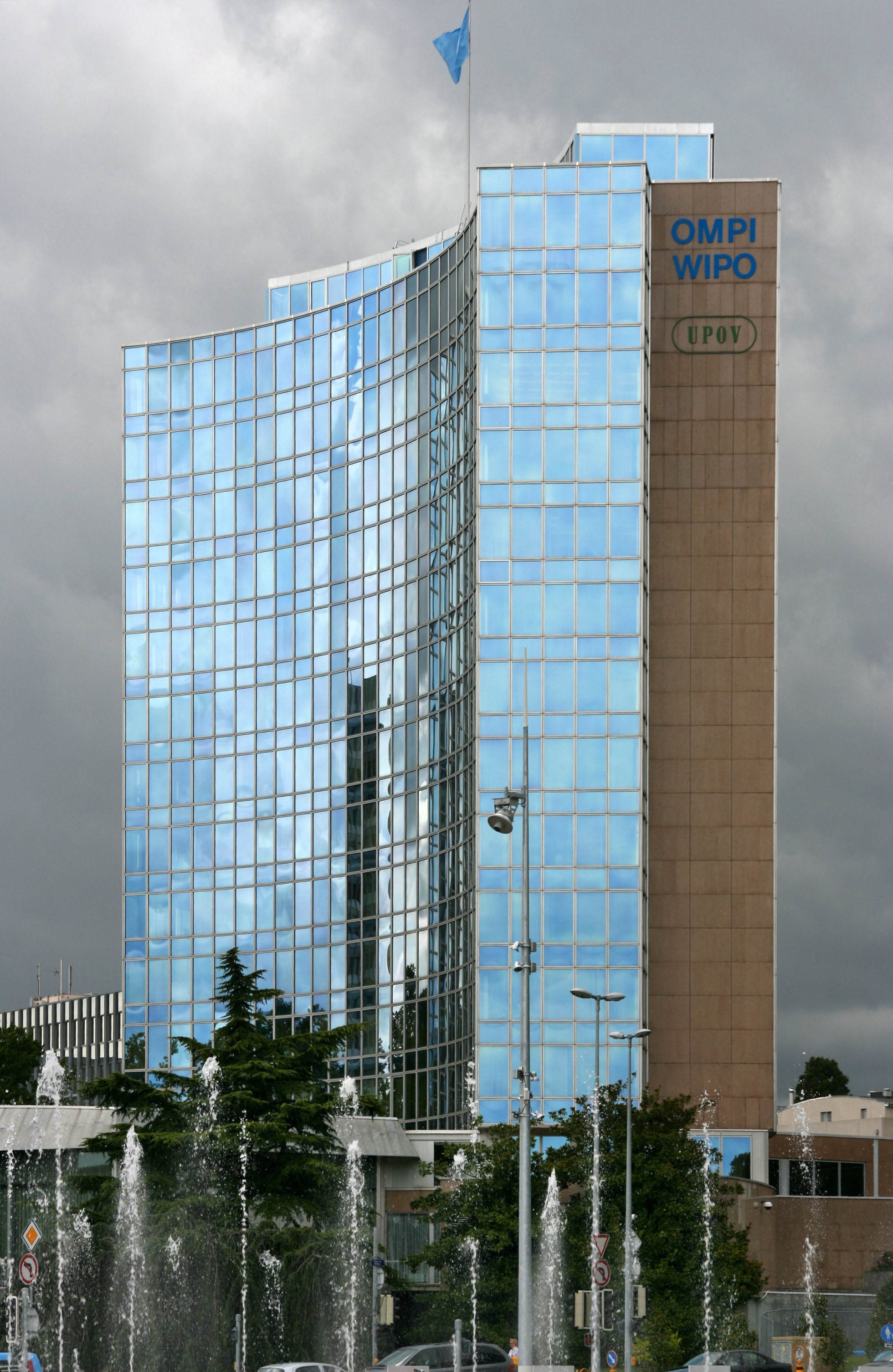
Siedziba WIPO w Genewie

Światowa Organizacja Własności Intelektualnej (fr. Organisation Mondiale de la Propriété Intelectuelle, skrót OMPI, ang. World Intellectual Property Organization, skrót WIPO) – jedna z 16 organizacji wyspecjalizowanych ONZ z siedzibą w Genewie. Zajmuje się koordynacją i tworzeniem regulacji dotyczących systemu ochrony własności intelektualnej, a także świadczeniem pomocy prawnej i technologicznej.
Światowa Organizacja Własności Intelektualnej została utworzona na mocy konwencji podpisanej w Sztokholmie w 1967 r., która weszła w życie w 26 kwietnia 1970 r., zaś organizacją wyspecjalizowaną ONZ stała się na podstawie Umowy z 1974 r.
Konwencję podpisało 50 państw. Spisano ją w językach angielskim, francuskim, hiszpańskim i rosyjskim. Depozytariuszem jest Dyrektor Generalny Organizacji. Zarejestrowana przez Sekretariat ONZ zgodnie art. 102 Karty ONZ 30 czerwca 1972 r.
Konwencja otwarta jest dla członków ONZ lub jej organizacji wyspecjalizowanych lub stron statutu Międzynarodowego Trybunału Sprawiedliwości bądź stron konwencji paryskiej lub berneńskiej, a także państw zaproszonych przez Zgromadzenie Ogólne ONZ (art. 5). Zastrzeżenia są zabronione (art. 16). Wystąpienie skutkuje po upływie 6 miesięcy od powiadomienia (art. 18).

## Działania organizacji
Celem organizacji jest pogłębianie wiedzy na temat ochrony praw własności intelektualnej na arenie międzynarodowej oraz zapewnianie współpracy administracyjnej w zakresie egzekwowania praw własności intelektualnej oraz praw autorskich. Organizacja czuwa nad przestrzeganiem umów międzynarodowych, by przeciwdziałać naruszeniom tych praw. Prowadzi również różnego rodzaju akcje edukacyjne i programy pomocy.
Finansuje się prawie całkowicie ze środków własnych. Ma budżet wysokości ok. 531 mln franków szwajcarskich, pozyskiwanych w 90% za rejestrowanie projektów, znaków handlowych i wydawanie patentów, a pozostałe 10% z usług mediacyjnych i arbitrażowych. Zrzesza 191 państw członkowskich, w tym Polskę.

## Organy
- Zgromadzenie Ogólne obradujące co 2 lata, zasiada w nim po jednym delegacie z każdego kraju członkowskiego, a przewodzi mu dyrektor generalny, którym od 2008 jest Australijczyk Francis Gurry,
- Konferencja Wszystkich Członków, która spotyka się również raz na dwa lata,
- Komitet Koordynacyjny, który liczy 68 członków i organizuje spotkania co rok.

Organizacja posiada także komitety eksperckie, m.in.:
- Komitet Harmonizacji Praw Ochrony Znaków Towarowych,
- Komitet Rozwiązywania Sporów co do Własności Intelektualnej między Państwami,
- Komitet Konwencji z Berna o Ochronie Dzieł Literackich i Artystycznych.

## TRIPS
WIPO ściśle współpracuje ze Światową Organizacją Handlu (WTO). Owocem tej współpracy jest np. porozumienie TRIPS dotyczące handlowych aspektów praw własności intelektualnej oraz ich ochrony, dochodzenia i egzekwowania. Porozumienie to reguluje wszystkie obszary własności intelektualnej, tj. ochronę dla praw autorskich i pokrewnych, w tym ochronę programów komputerowych, baz danych oraz ochronę wykonawców, producentów, nagrań dźwiękowych, organizacji nadawczych, patentów, praw do wzorów przemysłowych, znaków towarowych, geograficznych oznaczeń pochodzenia towarów, a także ochronę poufnego tzw. know-how oraz kontrolę praktyk antykonkurencyjnych w licencjach umownych.